# ヴァラーハミヒラ
ヴァラーハミヒラ（彘日、वराहमिहिर、Varāhamihira、505年 - 587年）は、古代インドの天文学者・占星術師。

## 解説
ウッジャイニー（ウッジャイン）に生まれ、アバンティ国の宮廷占星術師を務めた。「ヴァラーハ」は、サンスクリット語でイノシシの意味、「ミヒラ」は太陽神ミフルに由来するといわれ、著作の中で太陽神を賛美する文言が多い。父アーディトヤダーサと息子プリトゥヤシャスも西洋占星術の技術者であった。
占星術と天文学とを扱った『パンチャ・シッダーンティカー』（Pañca-Siddhāntikā）や、占星術に関する『ブリハット・サンヒター』（Bṛhat-Saṃhitā）などの著書がある。これらの著書は西洋占星術についての解説書であるとともに、インド伝来の多数の占いについても解説しており、出生占星術の教科書的存在であった。多くの用語がギリシア語を使用しているが、インド的な世界観に基づき改訂を加えている。
『パンチャ・シッダーンティカー』には、数学的に価値のある内容も含まれている。インドの失われた著作『スーリヤ・シッダーンタ』（Sūrya Siddhānta）、『パウリシャ・シッダーンタ』Pauliṣa Siddhānta）などの5つのシッダーンタについての記述がなされていて、その中には以下のような三角法の知識が含まれていた。
{\displaystyle \sin ^{2}x+\cos ^{2}x=1\;\!}
{\displaystyle \sin x=\cos \left({\frac {\pi }{2}}-x\right)}
{\displaystyle {\frac {1-\cos 2x}{2}}=\sin ^{2}x}
これは、初期の三角法は、インド天文学にとって必要だったことによる。

## 日本語訳
- ヴァラーハミヒラ『占術大集成（ブリハット・サンヒター）古代インドの前兆占い』矢野道雄・杉田瑞枝訳注、平凡社東洋文庫、1995年。（2冊）